# Josiah J. Evans
Josiah J. Evans (Marlboro megye, 1786. november 27. – Washington, 1858. május 6.) az Amerikai Egyesült Államok szenátora (Dél-Karolina, 1853–1858).